# 2003 في لبنان
فيما يلي قوائم الأحداث التي وقعت خلال عام 2003 في لبنان.

## سياسة

### تعيين في المنصب
- 17 أبريل – محمود حمود وزير الدفاع الوطني.

### انتهاء فترة المنصب
- 17 أبريل – محمود حمود وزير الخارجية اللبناني.

## أفلام
من الأفلام التي صدرت هذه السنة في لبنان:
- 1 يناير – طيارة من ورق من إخراج رندة الشهال.

## برامج ومسلسلات وأنمي
- ستار أكاديمي

## موسيقى

### ألبومات
من الألبومات التي صدرت هذه السنة في لبنان:
- 1 يناير – حلم من غناء كارول سماحة.
- 1 يناير – سحرني من غناء نجوى كرم.
- 1 يناير – ميريام من غناء ميريام فارس.
- 1 يناير – يا سلام من غناء نانسي عجرم.

## وفيات

### يناير
- 1 يناير – ماري كويني (مواليد 1913)[1]
- 4 يناير – يفراح نيعمان (مواليد 1923) موسيقي بريطاني.

### فبراير
- 11 فبراير – محمود كحيل (مواليد 1936) فنان لبناني.